# José de Oviedo y Baños
José de Oviedo y Baños (Santa Fe de Bogotá, 1671 - Caracas, 20 de noviembre de 1738) fue un militar e historiador neogranadino. De familia pudiente e íntimamente ligada a la burocracia española en América, fue educado en Lima. Escribió Historia de la conquista y población de la Provincia de Venezuela, uno de los libros de referencia histórica más importantes del país.

## Biografía

### Primeros años en Bogotá
Hijo de Juan Antonio de Oviedo y Rivas y Josefa de Baños Sotomayor, su padre nació en Salamanca en 1630 de familia oriunda de Asturias. Su madre nació en Lima, Perú, en 1640, donde su padre, Diego de Baños, era relator de la Audiencia de esa ciudad.
La familia Oviedo y Baños tuvo cinco hijos: Diego Antonio, Pedro, Rosa, Juan Antonio y José Agustín. Rosa, nació en 1669 y murió siendo pequeña en Lima. Su hermano Diego sería también escritor, y escribiría en Caracas Notas a los Cuatro Tomos de la Nueva Recopilación de Leves de Indias.

### Caracas
Tras la muerte del padre, José Agustín y Diego Antonio arribaron a Caracas en 1686 donde su tío, Diego de Baños y Sotomayor, era obispo. 
A los dieciocho años, José Agustín solicitó ingresar a la milicia asentada en Caracas y convertirse en Caballero de Santiago, lo cual fue aprobado por el rey de España en decreto del 25 de julio de 1690. Nunca logró ser Caballero y tuvo que conformarse con el grado de Capitán. 
El 19 de marzo de 1698 se casó con Francisca Manuela de Tovar y Mijares de Solórzano, con quien tuvo diez hijos: Diego José, Rosalía Melchora, Juan Antonio, Melchora Catalina, Melchora Rosalía, Josefa Rosalía, Rosa Rosalía, María Isabel, Francisco Javier y Francisca Ignacia.

### Vida académica en Salamanca y regreso a Bogotá
Fue profesor de Derecho Canónico en la Universidad de Salamanca y después fue nombrado fiscal de la Audiencia de Santa Fe de Bogotá por título concedido el 29 de julio de 1664. Recibió el cargo en esa ciudad el 26 de marzo de 1665 y murió mientras lo ejercía el 28 de enero de 1672.
En 1728 ascendió a su grado más alto, Teniente General de las Armas y Milicias de la Gobernación por obra del Gobernador Lope Carrillo de Andrade Sotomayor y Pimentel. El rango fue confirmado en 1730 por el sucesor de Andrade, Sebastián García de la Torre, quien retiró a José de Oviedo y Baños del servicio activo ese mismo año por su edad y mala salud.

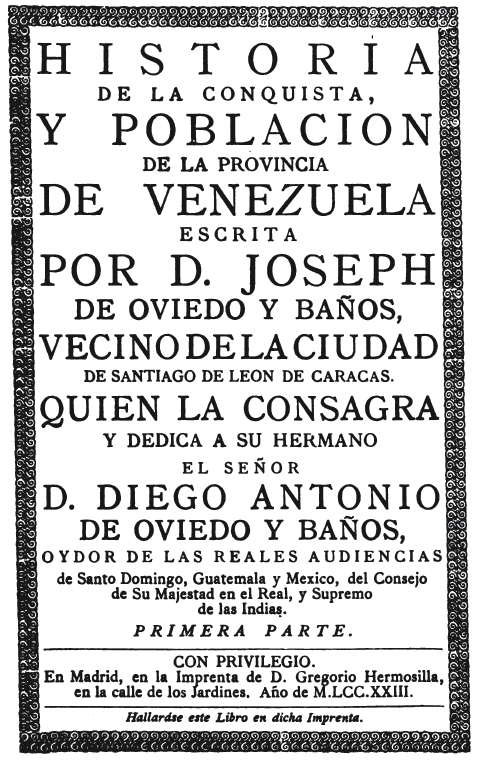
Portada del libro Historia de la conquista y población de la Provincia de Venezuela.

Lope Carrillo de Andrade había tomado posesión del Gobierno el 29 de junio de 1726, pero tras enfrentarse a la iglesia católica por usar quitasoles en las procesiones, perdió el apoyo de la corona. Posteriormente fue multado, depuesto del cargo y condenado a cárcel. Sebastián García de la Torre llegó a Caracas en 1730 y gobernó hasta 1732. En este corto tiempo, se estableció la Compañía Guipuzcoana y se produjo la primera sublevación seria en Venezuela, conocida como la rebelión de Andresote. 

### Retiro en Caracas
Gracias a su abolengo y holganza económica, durante su retiro, Oviedo se dedicó a hacer vida social en Caracas con las familias más distinguidas de la época, como la del Marqués de Mijares. Siendo la religión parte de la vida social de la época, Oviedo fue Mayordomo de la Archicofradía de Nuestra Señora del Rosario en la iglesia de San Jacinto de Caracas y Síndico General de los Conventos de Venezuela y de los Sagrados Lugares y Casa Santa de Jerusalén.
También ocupó varios cargos públicos sucesivos. En 1699 fue alcalde del segundo voto del Ayuntamiento de Caracas, en 1710 alcalde de primer voto y en 1722 regidor perpetuo, cargo al que renunció al poco tiempo. Posteriormente el Cabildo le encargó la elaboración de un calendario con las fiestas religiosas de cumplimiento obligatorio. Esto le permitió almacenar el copioso archivo que utilizó para escribir la Historia de la conquista y población de la Provincia de Venezuela.

## Trayectoria literaria
Oviedo y Baños, estudió gramática, retórica y elocuencia en Lima y en Caracas había frecuentado la compañía de profesores, maestros, teólogos y otros letrados. También estudió Derecho y se dedicó a la lectura, logrando el perfil intelectual que le ayudaría a investigar en los archivos oficiales los sucesos acontecidos desde la llegada de Cristóbal Colón a América. Con esta información en 1723 publicó en Madrid la Historia del actual territorio de Venezuela. Sin saberlo, Oviedo y Baños inició el proceso constitutivo de la historia del país mediante la narración, el análisis y la descripción de episodios y lugares históricos. 
Entre los planes de José de Oviedo y Baños estaba una segunda parte de esta obra pero nunca fue publicada. Versiones contradictorias indican que jamás fue escrita, o que fue destruida intencionalmente en consideración a ciertas familias que se vieron ofendidas por el texto. A pesar de eso, dejó otro escrito muy útil para el conocimiento de la Caracas de su tiempo, titulado Tesoro de noticias de la ciudad.

## Obra
- Historia de la conquista y población de la Provincia de Venezuela, 1723